# Hội Sinh viên Quốc tế
Hội Sinh viên Quốc tế, viết tắt là IUS (International Union of Students) là một tổ chức phi chính phủ quốc tế tập hợp các tổ chức và cá nhân sinh viên trên toàn thế giới.
IUS thành lập ngày 27 tháng 8 năm 1946 tại Prague, là một tổ chức tập hợp cho 155 tổ chức sinh viên như vậy trên khắp 112 quốc gia và vùng lãnh thổ đại diện cho khoảng 25 triệu sinh viên. Nguyên thủy là một tổ chức chịu ảnh hưởng tư tưởng của cánh tả, cộng sản, xã hội chủ nghĩa và quan điểm của chủ nghĩa Mác và được hỗ trợ bởi nhà nước tại các quốc gia xã hội chủ nghĩa.

## Mục đích
Bảo vệ quyền và lợi ích của học sinh, sinh viên để thúc đẩy cải thiện phúc lợi xã hội và tiêu chuẩn giáo dục của họ và để chuẩn bị cho nhiệm vụ của họ là những công dân dân chủ.
- Khẩu hiệu: "Giáo dục là một quyền - Không phải là một đặc quyền".
- Tổ chức các cuộc họp nói chung và chuyên ngành quốc tế sinh viên, các hội nghị, hội thảo, hoặc trực tiếp hoặc phối hợp với các tổ chức sinh viên khác.
- Chương trình học bổng phân phối một số suất học bổng hàng năm cho các tổ chức sinh viên.
- Tổ chức / hỗ trợ các hoạt động thể dục thể thao của sinh viên.

IUS được sự hỗ trợ của
- ECOSOC (United Nations Economic and Social Council)
- UNESCO (United Nations Educational, Scientific and Cultural Organization)